# San Diego Country Estates
San Diego Country Estates statisztikai település az USA Kalifornia államában, San Diego megyében. Lakosainak száma 10 395 fő (2020. április 1.).

## Népesség
A település népességének változása:

| 2010 | 10 109 |
| 2020 | 10 395 |